# European University Film Award
L'European University Film Award (EUFA) viene assegnato al miglior film europeo dell'anno dal 2016 scelto dagli studenti universitari di alcune università europee.
Nel 2016 hanno partecipato al voto 13 università di tutta Europa, l'anno successivo 20 mentre nel 2018 il numero è salito a 23.

## Vincitori e candidati
L'elenco mostra il vincitore di ogni anno, seguito da chi ha ricevuto una candidatura. Per ogni film viene indicato il titolo italiano, titolo originale (tra parentesi) e il nome del regista.

### 2010
- 2016
  - Io, Daniel Blake (I, Daniel Blake), regia di Ken Loach  (Regno Unito/Francia)
  - Fuocoammare, regia di Gianfranco Rosi  (Italia/Francia)
  - Un padre, una figlia (Bacalaureat), regia di Cristian Mungiu  (Romania/Francia/Belgio)
  - La vera storia di Olli Mäki (Hymyilevä mies), regia di Juho Kuosmanen  (Finlandia/Germania/Svezia)
  - Vi presento Toni Erdmann (Toni Erdmann), regia di Maren Ade  (Germania/Austria)
- 2017
  - Hjartasteinn, regia di Guðmundur Arnar Guðmundsson (Islanda/Danimarca)
  - L'altro volto della speranza (Toivon tuolla puolen), regia di Aki Kaurismäki (Finlandia)
  - Home, regia di Fien Troch (Belgio)
  - Loveless (Nelyubov), regia di Andrej Petrovič Zvjagincev (Russia/Francia/Belgio/Germania)
  - The War Show, regia di Andreas Dalsgaard e Obaidah Zytoon (Siria/Danimarca/Germania)
- 2018
  - Lazzaro felice, regia di Alice Rohrwacher (Italia/Francia/Germania/Svizzera)
  - Foxtrot - La danza del destino (Foxtrot), regia di Samuel Maoz (Israele/Germania/Francia/Svizzera)
  - Styx, regia di Wolfgang Fischer (Germania/Austria)
  - Ouăle lui Tarzan, regia di Alexandru Solomon (Romania/Francia)
  - Utøya 22. juli, regia di Erik Poppe (Norvegia)
- 2019
  - Ritratto della giovane in fiamme (Portrait de la jeune fille en feu), regia di Céline Sciamma ( Francia)
  - And Then We Danced (Da chven vitsek'vet), regia di Levan Akin ( Svezia/ Georgia/ Francia)
  - Dio è donna e si chiama Petrunya (Gospod postoi, imeto i' e Petrunija), regia di Teona Strugar Mitevska ( Macedonia del Nord/ Belgio/ Slovenia/ Francia/ Croazia)
  - La paranza dei bambini, regia di Claudio Giovannesi ( Italia)
  - Systemsprenger, regia di Nora Fingscheidt ( Germania)

### 2020
- 2020
  - Saudi Runaway, regia di Susanne Regina Meures (Svizzera)
  - Un altro giro (Druk), regia di Thomas Vinterberg (Danimarca/Svezia/Paesi Bassi)
  - Berlin Alexanderplatz, regia di Burhan Qurbani (Germania/Paesi Bassi)
  - Corpus Christi (Boże Ciało), regia di Jan Komasa (Polonia/Francia)
  - Slalom, regia di Charlène Favier (Francia)
- 2021
  - Flee (Flugt), regia di Jonas Poher Rasmussen (Danimarca/Francia/Svezia/Norvegia)
  - Apples (Mīla), regia di Chrīstos Nikou (Grecia/Polonia/Australia/Slovenia)
  - Große Freiheit, regia di Sebastian Meise (Austria/Germania)
  - La scelta di Anne - L'Événement (L'Événement), regia di Audrey Diwan (Francia)
  - Quo vadis, Aida?, regia di Jasmila Žbanić (Bosnia ed Erzegovina, Austria/Paesi Bassi/Francia/Polonia/Norvegia/Germania/Romania/Turchia)
- 2022
  - EO, regia di Jerzy Skolimowski (Polonia/Italia)
  - Alcarràs - L'ultimo raccolto (Alcarràs), regia di Carla Simón (Spagna/Italia)
  - Close, regia di Lukas Dhont (Belgio/Francia/Paesi Bassi)
  - Formørkelsen, regia di Nataša Urban (Norvegia)
  - Triangle of Sadness, regia di Ruben Östlund (Svezia/Regno Unito/Germania/Francia)
- 2023
  - Anatomia di una caduta (Anatomie d'une chute), regia di Justine Triet (Francia)
  - Zielona granica, regia di Agnieszka Holland (Polonia/Francia/Repubblica Ceca/Belgio)
  - Domaḱinstvo za početnici, regia di Goran Stolevski (Macedonia del Nord/Polonia/Croazia/Serbia/Kosovo)
  - How to Have Sex, regia di Molly Manning Walker (Regno Unito/Grecia)
  - Das Lehrerzimmer, regia di İlker Çatak (Germania)
- 2024
  - Trei kilometri până la capătul lumii, regia di Emanuel Pârvu ·  Romania
  - Ap'rili, regia di Dea K'ulumbegashvili ·  Georgia ·  Francia ·  Italia
  - Armand, regia di Halfdan Ullmann Tøndel ·  Norvegia ·  Paesi Bassi ·  Germania ·  Svezia
  - Kneecap, regia di Rich Peppiatt ·  Irlanda
  - Mond, regia di Kurdwin Ayub ·  Austria